# Pyura inopinata
Pyura inopinata is een zakpijpensoort uit de familie van de Pyuridae. De wetenschappelijke naam van de soort is voor het eerst geldig gepubliceerd in 1978 door Claude Monniot.